# Xã Fulton, Quận Fountain, Indiana
Xã Fulton (tiếng Anh: Fulton Township) là một xã thuộc quận Fountain, tiểu bang Indiana, Hoa Kỳ. Năm 2010, dân số của xã này là 622 người.